# Edenor
Edenor ( Empresa Distribuidora y Comercializadora Norte) est une compagnie argentine d'électricité fondée en 1992 et faisant partie du Merval, le principal indice boursier de la bourse de Buenos Aires.

## Principaux actionnaires
Au 11 avril 2020.
| Administración Nacional de la Seguridad Social                  | 55,0%   |
| Empresa Distribuidora y Comercializadora Norte Sociedad Anónima | 6,44%   |
| Man Group Investments Ltd.                                      | 0,0040% |